# Kenward Elmslie
Kenward Gray Elmslie (New York, 27 aprile 1929 – New York, 29 giugno 2022) è stato un poeta, librettista e paroliere statunitense.

## Biografia
Kenward Elmslie nacque nel 1929 a Manhattan, nipote di Joseph Pulitzer. Studiò letteratura inglese ad Harvard e dopo la laurea, conseguita nel 1950, incontrò il paroliere John Latouche, con cui andò a convivere nel 1952. L'anno successivo la coppia comprò una casa di Vermont, dove Elmslie continuò a vivere anche dopo la morte di Latouche nel 1956.
Nel 1957 scrisse il libretto dell'opera di Jack Beeson The Sweet Bye and Bye, portata al debutto a New York nel 1957. In questo periodo cominciò anche a lavorare come paroliere di musica leggera, scrivendo, tra gli altri, i testi di "Love-Wise" (musiche di Marvin Fisher), incisa nel 1959 da Nat King Cole. Nel 1965 collaborò ancora con Beeson in Lizzie Borden, esordita nello stesso anno al New York City Center. Nello stesso curò il libretto dell'adattamento operistico de La signorina Julie su partitura di Ned Rorem.
Nel 1971 fece il suo debutto a Broadway in veste di paroliere del musical The Grass Harp, tratto dal romanzo omonimo di Truman Capote; il musical fu un clamoroso flop e rimase in cartellone per sole sette rappresentazioni.
Fu inoltre un prolifico poeta della New York School. Nel 1956 pubblicò la sua prima poesia, "Letter from Eldorado" e nei quarant'anni successivi pubblicò oltre trenta raccolte di saggi e poesie, vincendo il Premio Frank O'Hara nel 1971 per l'antologia Motor Disturbance.
Gli ultimi anni furono segnati dalla demenza senile e nel 2010 fu derubato dal suo autista e badante James Biear, che gli rubò diversi milioni di dollari e alcune opere arte, tra cui una di Andy Warhol, prima di essere condannato per furto a dieci anni di reclusione.
Elmslie è morto nella natia Manhattan nel 2022 all'età di 93 anni.

## Opere letterarie
- Pavilions, Tibor de Nagy Editions, New York. 1961
- Power Plant Poems, C Press, New York. 1967
- Album, Kulchur, New York. 1969
- Girl Machine, Angel Hair, New York. 1971
- Circus Nerves, Black Sparrow, Los Angeles. 1971
- Motor Disturbance, Columbia University Press, New York. 1971
- The Orchid Stories, Doubleday/Paris Review Editions, Garden City.1973
- Tropicalism, Z Press/Unmuzzled Ox, Calais e New York. 1975
- The Alphabet Work, Titanic Books, Washington. 1977
- Communications Equipment, Burning Deck di Providence. 1979
- Moving Right Along, Z Press, Calais. 1980
- Bare Bones, Bamberger Books, Flint. 1995
- Routine Disruptions: Selected Poems and Lyrics 1960 - 1998, Coffee House Press, Minneapolis. 1998

## Libretti d'opera
- The Sweet Bye and Bye (1957)
- Miss Julie (1965)
- Lizzie Borden (1966)
- The Seagull (1974)
- Washington Square (1976)
- Three Sisters (1986)
- Postcards on Parade (1993)

## Teatro
- The Grass Harp, musical con colonna sonora di Claibe Richardson (1971)
- City Junket (1972)